# Agulhas Douradas
As Agulhas Douradas - Aiguilles Dorées em francês - são uma aresta rochosa estendendo-se W-E, no cantão de Valais, na Suíça, que fazem parte do Maciço do Monte Branco. A travessia da Agulhas Douradas de Este-Oeste, é citada no no 26 das 100 mais belas corridas de montanha.

## As Agulhas
As Agulhas Douradas são formadas por uma série de cumes conhecidos por:
- Tête Crettez, 3.419 m
- Aiguille Javelle, 3.435 m
- Trident, 3.436 m
- Aiguille Sans Nom, 3.444 m
- Tête Biselx, 3.509 m
- Pointe Fynn, 3.450 m
- Aiguille Penchée, 3.504 m
- Aiguille de la Varappe  [nota 1], que é o ponto culminante, 3 519 m
- Aiguille de la Fenêtre, 3.412 m

## Características
Além da clássica que é a travessia das cretas no sentido Este-Oeste - cotação AD+/D- -, para que é preciso contar 10h, podem fazer-se inúmeras escaladas de todos os níveis de dificuldades como por exemplo o Corredor Copt com 200 m a 45/45.
Característica da  travessia integral E-W
- Altitude min/máx; 3.170 / 3.519 m
- Desnível; + 400 m
- Orientação principal; SE
- Tempo do percurso; 10h
- Cotação global; D-
- Cotação em livre; 6a >4c

## Ascensões
- 1876 - Primeira Tête Crettez: Ed. Jeanneret-Perret e Ed. Wasserfallen com P. L. Délez - 1 Ago.
- 1896 - Aiguille Javelle: Egon Hessling com os guidas Adrien e Onésime Crettez - 6 de Ago.
- 1876 - Trident: Edouard Béraneck e Emile Javelle
- 1892 - Primeira travessia W-E: Valère A. Fynn e William J. Murphy - 30 Ago.
- 1961 - Agulha Sem Nome: Guy Formaz e Christophe Vouilloz - 18 Set.
- 1990 - Agulha da Varappe, face SW: Pascal Gravante e guide Michel Piola - 20 Ago.